# Lista de eleições municipais em Aperibé

## 2024
| Nº                     | Candidato(a)                             | Vice                                       | Coligação                                             | Votação | Votação     |
| Nº                     | Candidato(a)                             | Vice                                       | Coligação                                             | Total   | Porcentagem |
| ---------------------- | ---------------------------------------- | ------------------------------------------ | ----------------------------------------------------- | ------- | ----------- |
| 44                     | Ronald de Cássio Daibes Moreira (UNIÃO)  | Guilherme Bastos Braz Peres (PSD)          | "Aperibé no Caminho Certo" (UNIÃO / PSD / PODE / PSB) | 6.322   | 76,35%      |
| 10                     | Cristiano Gonçalves Maria (Republicanos) | Nacir do Vale Bastos Ferraz (Republicanos) | sem coligação                                         | 1.643   | 19,84%      |
| 22                     | Gerson Rodrigues da Silva (PL)           | Ana Paula Gomes de Oliveira (PL)           | sem coligação                                         | 315     | 3,80%       |
| Total de votos válidos | Total de votos válidos                   | Total de votos válidos                     | Total de votos válidos                                | 8.280   | 95,74%      |
| Votos em branco        | Votos em branco                          | Votos em branco                            | Votos em branco                                       | 115     | 1,33%       |
| Votos nulos            | Votos nulos                              | Votos nulos                                | Votos nulos                                           | 253     | 2,93%       |
| Total de votos         | Total de votos                           | Total de votos                             | Total de votos                                        | 8.648   | 84,41%      |
| Total de eleitores     | Total de eleitores                       | Total de eleitores                         | Total de eleitores                                    | 10.245  | 100%        |
| Abstenções             | Abstenções                               | Abstenções                                 | Abstenções                                            | 1.597   | 15,59%      |

## 2020
| Nº                     | Candidato(a)                          | Vice                               | Coligação                                      | Votação | Votação     |
| Nº                     | Candidato(a)                          | Vice                               | Coligação                                      | Total   | Porcentagem |
| ---------------------- | ------------------------------------- | ---------------------------------- | ---------------------------------------------- | ------- | ----------- |
| 55                     | Ronald de Cássio Daibes Moreira (PSD) | Alexandre Sardinha (Solidariedade) | "Aperibé para o Povo" (PSD / Solidariedade)    | 3.466   | 49,39%      |
| 45                     | Vandelar Dias da Silva (PSDB)         | Rodolfo Fonseca Salvador (PROS)    | "Juntos Somos Mais Fortes" (PSDB / PROS / PSL) | 3.156   | 44,98%      |
| 25                     | Magno Custódio de Castro (DEM)        | Neuseli de Souza Fonseca (DEM)     | sem coligação                                  | 395     | 5,63%       |
| Total de votos válidos | Total de votos válidos                | Total de votos válidos             | Total de votos válidos                         | 7.017   | 95,15%      |
| Votos em branco        | Votos em branco                       | Votos em branco                    | Votos em branco                                | 99      | 1,34%       |
| Votos nulos            | Votos nulos                           | Votos nulos                        | Votos nulos                                    | 259     | 3,51%       |
| Total de votos         | Total de votos                        | Total de votos                     | Total de votos                                 | 7.375   | 100%        |
| Total de eleitores     | Total de eleitores                    | Total de eleitores                 | Total de eleitores                             | 8.947   | 100%        |
| Abstenções             | Abstenções                            | Abstenções                         | Abstenções                                     | 1.572   | 17,57%      |

## 2018(suplementar)
| Nº                     | Candidato(a)                   | Vice                               | Coligação                                           | Votação | Votação     |
| Nº                     | Candidato(a)                   | Vice                               | Coligação                                           | Total   | Porcentagem |
| ---------------------- | ------------------------------ | ---------------------------------- | --------------------------------------------------- | ------- | ----------- |
| 45                     | Vandelar Dias da Silva (PSDB)  | Rodolfo Fonseca Salvador (PR)      | "A Força do Povo" (PSDB / PR / Avante / PRTB / PTB) | 3.782   | 52,69%      |
| 11                     | Virley Gonçalves Figueira (PP) | Alexandre Sardinha (Solidariedade) | "Honestidade e Compromisso" (PP / Solidariedade)    | 2.648   | 36,89%      |
| 20                     | Inácio Martins Zanata (PSC)    | Magno Custódio de Castro (DEM)     | "Aperibé para Todos" (PSC / DEM)                    | 748     | 10,42%      |
| Total de votos válidos | Total de votos válidos         | Total de votos válidos             | Total de votos válidos                              | 7.178   | 95,92%      |
| Votos em branco        | Votos em branco                | Votos em branco                    | Votos em branco                                     | 48      | 0,64%       |
| Votos nulos            | Votos nulos                    | Votos nulos                        | Votos nulos                                         | 257     | 3,43%       |
| Total de votos         | Total de votos                 | Total de votos                     | Total de votos                                      | 7.483   | 100%        |
| Total de eleitores     | Total de eleitores             | Total de eleitores                 | Total de eleitores                                  | 8.960   | 100%        |
| Abstenções             | Abstenções                     | Abstenções                         | Abstenções                                          | 1.477   | 16,48%      |

## 2016
| Nº                     | Candidato(a)                  | Vice                                   | Coligação                                                                                 | Votação | Votação     |
| Nº                     | Candidato(a)                  | Vice                                   | Coligação                                                                                 | Total   | Porcentagem |
| ---------------------- | ----------------------------- | -------------------------------------- | ----------------------------------------------------------------------------------------- | ------- | ----------- |
| 11                     | Flávio Diniz Berriel (PP)     | Ronald de Cássio Daibes Moreira (PMDB) | "Aperibé Cada Vez Melhor" (PP / PMDB / PDT / PPS / PR / PSD / PT / PTdoB / Solidariedade) | 3.823   | 51,30%      |
| 45                     | Vandelar Dias da Silva (PSDB) | Inácio Martins Zanata (PSC)            | "A Força do Povo" (PSDB / PSC / PROS / PRTB / PTB)                                        | 3.629   | 48,70%      |
| Total de votos válidos | Total de votos válidos        | Total de votos válidos                 | Total de votos válidos                                                                    | 7.452   | 95,36%      |
| Votos em branco        | Votos em branco               | Votos em branco                        | Votos em branco                                                                           | 88      | 1,13%       |
| Votos nulos            | Votos nulos                   | Votos nulos                            | Votos nulos                                                                               | 275     | 3,52%       |
| Total de votos         | Total de votos                | Total de votos                         | Total de votos                                                                            | 7.815   | 100%        |
| Total de eleitores     | Total de eleitores            | Total de eleitores                     | Total de eleitores                                                                        | 8.999   | 100%        |
| Abstenções             | Abstenções                    | Abstenções                             | Abstenções                                                                                | 1.184   | 13,16%      |

## 2012
| Nº                     | Candidato(a)                  | Vice                        | Coligação | Votação | Votação     |
| Nº                     | Candidato(a)                  | Vice                        | Coligação | Total   | Porcentagem |
| ---------------------- | ----------------------------- | --------------------------- | --- | ------- | ----------- |
| 40                     | Flávio Gomes de Sousa (PSB)   | Adimilson Jorge Bom (PR)    | "Aperibé Não Pode Parar" (PSB / PR / PCdoB / PDT / PMDB / PP / PPS / PRB / PRTB / PSC / PSD / PSDC / PT / PTB) | 5.781   | 77,45%      |
| 45                     | Vandelar Dias da Silva (PSDB) | Gefferson Faria Leite (PHS) | "Renova Aperibé" (PSDB / PHS / PTdoB)                                                                          | 1.683   | 22,55%      |
| Total de votos válidos | Total de votos válidos        | Total de votos válidos      | Total de votos válidos                                                                                         | 7.464   | 94,29%      |
| Votos em branco        | Votos em branco               | Votos em branco             | Votos em branco                                                                                                | 123     | 1,55%       |
| Votos nulos            | Votos nulos                   | Votos nulos                 | Votos nulos | 329     | 4,16%       |
| Total de votos         | Total de votos                | Total de votos              | Total de votos                                                                                                 | 7.916   | 100%        |
| Total de eleitores     | Total de eleitores            | Total de eleitores          | Total de eleitores                                                                                             | 8.764   | 100%        |
| Abstenções             | Abstenções                    | Abstenções                  | Abstenções | 848     | 9,68%       |

## 2008
| Nº                     | Candidato(a)                | Vice                        | Coligação                                                                    | Votação | Votação     |
| Nº                     | Candidato(a)                | Vice                        | Coligação                                                                    | Total   | Porcentagem |
| ---------------------- | --------------------------- | --------------------------- | ---------------------------------------------------------------------------- | ------- | ----------- |
| 40                     | Flávio Gomes de Sousa (PSB) | Adimilson Jorge Bom (PR)    | "Muda Aperibé" (PSB / PR / DEM / PCdoB / PDT / PMDB / PRB / PSC / PSDB / PT) | 4.840   | 100%        |
| 17                     | Paulo Fernando Dias (PSL)   | Vandelar Dias da Silva (PV) | "Novo Tempo Novas Obras" (PSL / PV / PP / PTdoB)                             | 0       | 0%          |
| Total de votos válidos | Total de votos válidos      | Total de votos válidos      | Total de votos válidos                                                       | 4.840   | 68,50%      |
| Votos em branco        | Votos em branco             | Votos em branco             | Votos em branco                                                              | 81      | 1,15%       |
| Votos nulos            | Votos nulos                 | Votos nulos                 | Votos nulos                                                                  | 2.145   | 30,36%      |
| Total de votos         | Total de votos              | Total de votos              | Total de votos                                                               | 7.066   | 100%        |
| Total de eleitores     | Total de eleitores          | Total de eleitores          | Total de eleitores                                                           | 7.574   | 100%        |
| Abstenções             | Abstenções                  | Abstenções                  | Abstenções                                                                   | 508     | 6,71%       |

## 2004
| Nº | Candidato(a)                   | Vice                                 | Coligação                                                                    | Votação | Votação     |
| Nº | Candidato(a)                   | Vice                                 | Coligação                                                                    | Total   | Porcentagem |
| -- | ------------------------------ | ------------------------------------ | ---------------------------------------------------------------------------- | ------- | ----------- |
| 22 | Paulo Fernando Dias (PL)       | Ivete Campos Gregório Rodrigues (PL) | "Renova Aperibé" (PL / PSL)                                                  | 3.230   | 54,95%      |
| 20 | Waldemar Linhares Duarte (PSC) | Lídio Antônio Luz Pereira (PP)       | "Aliança Popular de Aperibé - APA" (PSC / PP / PDT / PMDB / PSDB / PTB / PV) | 2.648   | 45,05%      |

## 2000
| Nº | Candidato(a)               | Coligação                                                 | Votação | Votação     |
| Nº | Candidato(a)               | Coligação                                                 | Total   | Porcentagem |
| -- | -------------------------- | --------------------------------------------------------- | ------- | ----------- |
| 11 | Alfredo Gomes Telles (PPB) | "Aliança Popular de Aperibé" (PPB / PL / PFL / PMDB / PV) | 3.423   | 55,46%      |
| 12 | Ataíde Faria Leite (PDT)   | "Aperibé Feliz" (PDT / PSDB / PTB)                        | 2.749   | 44,54%      |

## 1996
| Candidato(a)                        | Votação | Votação     |
| Candidato(a)                        | Total   | Porcentagem |
| ----------------------------------- | ------- | ----------- |
| Alfredo Gomes Telles (PFL)          | 2.727   | 57,15%      |
| Paulo Sérgio Brandão Bairral (PSDB) | 2.045   | 42,85%      |

## 1992
| Candidato(a)                       | Votação |
| ---------------------------------- | ------- |
| Ataíde Faria Leite (PMDB)          | 1.998   |
| Paulo Sérgio Brandão Bairral (PDT) | 1.506   |